# Вольная борьба на летних Олимпийских играх 1952 — до 62 кг
Соревнования по вольной борьбе в рамках Олимпийских игр 1952 года в полулёгком весе (до 62 килограммов) прошли в Хельсинки с 20 по 23 июля 1952 года в «Exhibition Hall I».
Турнир проводился по системе с начислением штрафных баллов. За чистую победу штрафные баллы не начислялись, за победу по очкам борец получал один штрафной балл, за любое поражение (по очкам со счётом 2-1, со счётом 3-0 или чистое поражение) — три штрафных балла. Борец, набравший пять штрафных баллов, из турнира выбывал. Трое оставшихся борцов выходили в финал, проводили встречи между собой. Схватка по регламенту турнира продолжалась 15 минут. Если в течение первых десяти минут не было зафиксировано туше, то судьи могли определить борца, имеющего преимущество. Если преимущество никому не отдавалось, то назначалось шесть минут борьбы в партере, при этом каждый из борцов находился внизу по три минуты (очередность определялась жребием). Если кому-то из борцов было отдано преимущество, то он имел право выбора следующих шести минут борьбы: либо в партере сверху, либо в стойке. Если по истечении шести минут не фиксировалась чистая победа, то оставшиеся четыре минуты борцы боролись в стойке.
В полулёгком весе боролся 21 участник. В финал вышли турецкий борец Байрам Шит, иранец Насер Гивехчи и американец Джосайя Хенсон. В предварительных кругах они не встречались, поэтому между ними был проведён полноценный круговой турнир. Байрам Шит одолел обоих соперников, и в заключительной встрече решалась лишь судьба «серебра», которое выиграл Насер Гивехчи

## Призовые места
- Байрам Шит (TUR)
- Насер Гивехчи (IRI)
- Джосайя Хенсон (USA)

## Первый круг
| Штрафных баллов | Участник 1              | Результат    | Участник 2                  | Штрафных баллов |
| --------------- | ----------------------- | ------------ | --------------------------- | --------------- |
| 0               | Арманд Бернард (CAN)    | Туше (10:55) | Игнасио Луго (VEN)          | 3               |
| 0               | Рисабуро Томинага (JPN) | Туше (1:20)  | Марко Антонио Жирон (GUA)   | 3               |
| 1               | Рауно Мякинен (FIN)     | 3-0          | Рольф Эллерброк (GER)       | 3               |
| 1               | Геза Хоффманн (HUN)     | 3-0          | Йозеф Мевис (BEL)           | 3               |
| 1               | Просперо Маммана (ARG)  | 3-0          | Джон Эллиот (AUS)           | 3               |
| 1               | Антонио Ранди (ITA)     | Туше (4:52)  | Джосайя Хенсон (USA)        | 3               |
| 1               | Генри Хольмберг (SWE)   | 3-0          | Гонзало Монте-Манибог (PHI) | 3               |
| 0               | Байрам Шит (TUR)        | Туше (8:01)  | Рожер Бель (FRA)            | 3               |
| 0               | Ибрагим Дадашев (URS)   | Туше (1:37)  | Абдель Фаттах Эссави (EGY)  | 3               |
| 1               | Насер Гивехчи (IRI)     | 3-0          | Херби Халл (GBR)            | 3               |
| 0               | Кешав Мангаве (IND)     | Пропускал    |                             |                 |

## Второй круг
| Штрафных баллов | Участник 1                 | Результат                     | Участник 2                  | Штрафных баллов |
| --------------- | -------------------------- | ----------------------------- | --------------------------- | --------------- |
| 0               | Кешав Мангаве (IND)        | Отказ от продолжения (травма) | Игнасио Луго (VEN)          | 6               |
| 0               | Арманд Бернард (CAN)       | Туше (2:30)                   | Марко Антонио Жирон (GUA)   | 6               |
| 1               | Рауно Мякинен (FIN)        | Туше (8:32)                   | Рисабуро Томинага (JPN)     | 3               |
| 4               | Йозеф Мевис (BEL)          | 3-0                           | Рольф Эллерброк (GER)       | 6               |
| 1               | Геза Хоффманн (HUN)        | Туше (5:18)                   | Просперо Маммана (ARG)      | 4               |
| 3               | Джосайя Хенсон (USA)       | Туше (1:52)                   | Джон Эллиот (AUS)           | 6               |
| 2               | Генри Хольмберг (SWE)      | 3-0                           | Антонио Ранди (ITA)         | 4               |
| 4               | Рожер Бель (FRA)           | 3-0                           | Гонзало Монте-Манибог (PHI) | 6               |
| 1               | Байрам Шит (TUR)           | 3-0                           | Ибрагим Дадашев (URS)       | 3               |
| 3               | Абдель Фаттах Эссави (EGY) | Туше (3:16)                   | Херби Халл (GBR)            | 6               |
| 1               | Насер Гивехчи (IRI)        | Пропускал                     |                             |                 |

## Третий круг
| Штрафных баллов | Участник 1                 | Результат   | Участник 2            | Штрафных баллов |
| --------------- | -------------------------- | ----------- | --------------------- | --------------- |
| 2               | Насер Гивехчи (IRI)        | 3-0         | Кешав Мангаве (IND)   | 3               |
| 3               | Рисабуро Томинага (JPN)    | Туше (6:40) | Арманд Бернард (CAN)  | 3               |
| 2               | Рауно Мякинен (FIN)        | 3-0         | Йозеф Мевис (BEL)     | 7               |
| 3               | Джосайя Хенсон (USA)       | Туше (3:30) | Геза Хоффманн (HUN)   | 4               |
| 5               | Просперо Маммана (ARG)     | 2-1         | Антонио Ранди (ITA)   | 7               |
| 2               | Байрам Шит (TUR)           | 3-0         | Генри Хольмберг (SWE) | 5               |
| 4               | Ибрагим Дадашев (URS)      | 3-0         | Рожер Бель (FRA)      | 7               |
| 3               | Абдель Фаттах Эссави (EGY) | Пропускал   |                       |                 |

## Четвёртый круг
| Штрафных баллов | Участник 1              | Результат    | Участник 2                 | Штрафных баллов |
| --------------- | ----------------------- | ------------ | -------------------------- | --------------- |
| 3               | Насер Гивехчи (IRI)     | 2-1          | Абдель Фаттах Эссави (EGY) | 6               |
| 3               | Кешав Мангаве (IND)     | Туше (14:05) | Арманд Бернард (CAN)       | 6               |
| 4               | Рисабуро Томинага (JPN) | 3-0          | Геза Хоффманн (HUN)        | 7               |
| 2               | Байрам Шит (TUR)        | Туше (4:11)  | Рауно Мякинен (FIN)        | 5               |
| 4               | Джосайя Хенсон (USA)    | 2-1          | Ибрагим Дадашев (URS)      | 7               |

## Пятый круг
| Штрафных баллов | Участник 1           | Результат | Участник 2              | Штрафных баллов |
| --------------- | -------------------- | --------- | ----------------------- | --------------- |
| 4               | Насер Гивехчи (IRI)  | 2-1       | Рисабуро Томинага (JPN) | 7               |
| 5               | Джосайя Хенсон (USA) | 3-0       | Кешав Мангаве (IND)     | 6               |
| 2               | Байрам Шит (TUR)     | Пропускал |                         |                 |

## Финал

### Встреча 1
| Штрафных баллов | Участник 1           | Результат | Участник 2          | Штрафных баллов |
| --------------- | -------------------- | --------- | ------------------- | --------------- |
| 3               | Байрам Шит (TUR)     | 3-0       | Насер Гивехчи (IRI) | 7               |
| 5               | Джосайя Хенсон (USA) | Пропускал |                     |                 |

### Встреча 2
| Штрафных баллов | Участник 1          | Результат   | Участник 2           | Штрафных баллов |
| --------------- | ------------------- | ----------- | -------------------- | --------------- |
| 3               | Байрам Шит (TUR)    | Туше (9:20) | Джосайя Хенсон (USA) | 8               |
| 5               | Насер Гивехчи (IRI) | Пропускал   |                      |                 |

### Встреча 3
| Штрафных баллов | Участник 1          | Результат | Участник 2           | Штрафных баллов |
| --------------- | ------------------- | --------- | -------------------- | --------------- |
| 6               | Насер Гивехчи (IRI) | 2-1       | Джосайя Хенсон (USA) | 11              |
| 3               | Байрам Шит (TUR)    | Пропускал |                      |                 |